# Sjablensko Ezero
Sjablensko Ezero (bulgariska: Шабленско Езеро) är en lagun i Bulgarien.   Den ligger i regionen Dobritj, i den östra delen av landet, 400 km öster om huvudstaden Sofia.